# Черевань, Николай Егорович
Николай Егорович Черевань (1 мая 1923, хутор Любченко, Кубано-Черноморская область — 22 января 1989, Приморско-Ахтарский район, Краснодарский край) — участник Великой Отечественной войны, звеньевой колхоза имени 1-й Конной Армии Приморско-Ахтарского района Краснодарского края. Герой Социалистического Труда.

## Биография
Родился 1 мая 1923 года на хуторе Любченко в семье крестьянина. Русский.
После окончания сельской школы с 1940 года работал учётчиком тракторного парка в станице Степной Приморско-Ахтарской машинно-тракторной станции (МТС) до призыва по мобилизации в Красную Армию в июне 1942 года.
Участник Великой Отечественной войны с марта 1944 года. Боевой путь прошёл командиром взвода управления 193-го отдельного миномётного полка 67-й армии, 5-го апреля 1944 года был ранен.
После демобилизации в сентябре 1945 года младший лейтенант Н. Е. Черевань вернулся на родину к мирному труду.
После окончания Пашковской сельскохозяйственной школы с ноября 1946 года работал садоводом, затем звеньевым садоводческой бригады колхоза имени 1-й Конной Армии.
По итогам работы в 1948 году его звеном получен урожай винограда 163,4 центнера с гектара на площади 5 гектаров.
Указом Президиума Верховного Совета СССР от 13 августа 1949 года за получение высокого урожая винограда в 1949 году Череваню Николаю Егоровичу присвоено звание Героя Социалистического Труда с вручением ордена Ленина и золотой медали «Серп и Молот».
После укрупнения колхоза в 1952 году работал бригадиром 4-й садоводческой бригады колхоза имени Ленина Приморско-Ахтарского района.
В 1955—1956 годах обучался в Московском институте усовершенствования специалистов по специальности «садовод-виноградарь», затем вернулся на прежнее место работы.
Скончался 22 января 1989 года.

## Награды
- Золотая медаль «Серп и Молот» (13.08.1949);
- Орден Ленина (13.08.1949).
- Орден Отечественной войны II степени[3]
- Орден Красной Звезды(02.07.1944)[4]
- Медаль «За трудовую доблесть»
- Медаль Жукова[5]
- Медаль За боевые заслуги[6]
- Медаль «В ознаменование 100-летия со дня рождения Владимира Ильича Ленина» (6 апреля 1970)
- Медаль «За победу над Германией в Великой Отечественной войне 1941—1945 гг.» (9 мая 1945[7])
- Юбилейная медаль «Двадцать лет Победы в Великой Отечественной войне 1941—1945 гг.» (7 мая 1965[8])
- Юбилейная медаль «Тридцать лет Победы в Великой Отечественной войне 1941—1945 гг.»[9]
- Медаль «Сорок лет Победы в Великой Отечественной войне 1941-1945 гг.»[10]
- Медаль «Ветеран труда»
- Медаль «30 лет Советской Армии и Флота».[11]
- Юбилейная медаль «40 лет Вооружённых Сил СССР»[12]
- Юбилейная медаль «50 лет Вооружённых Сил СССР» (26 декабря 1967[13])
- Юбилейная медаль «60 лет Вооружённых Сил СССР» (28 января 1978[14])
- Юбилейная медаль «70 лет Вооружённых Сил СССР» (28 января 1988[15])
- Знак МО СССР «25 лет Победы в Великой Отечественной войне» (24 апреля 1970)

## Память
- В Краснодаре установлена мемориальная доска с именами Героев Социалистического Труда Кубани и Адыгеи
- Увековечен на сайте МО РФ «Дорога Памяти» на сайте МО РФ «Дорога Памяти»

## Комментарии
1. ↑  Хутор Любченко[2], относившийся к Таманскому отделу, не сохранился; ныне — территория Приморско-Ахтарского района Краснодарского края.